# René Lorin

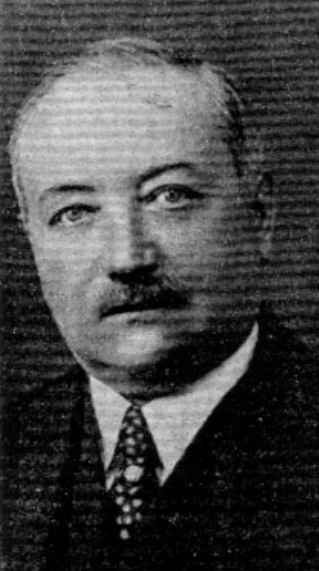
René Lorin

René Lorin  (Camille Jules René Lorin; * 24. Mai 1877 in Paris; † 31. Januar 1933 in Paris) war ein französischer Ingenieur und Erfinder. Seine Veröffentlichungen zu unterschiedlichen Arten von Strahltriebwerken und zu drohnenartigen Flugkörpern („Lufttorpedos“) waren seiner Zeit einige Jahrzehnte voraus und fanden erst nach seinem Tode weitere Beachtung. Im November 1913 wurde sein Aufsatz „Une expérience simple relative au propulseur à réaction directe“ veröffentlicht. Darin wurde erstmals das Prinzip eines Staustrahltriebwerkes beschrieben, wie es Jahrzehnte später realisiert werden konnte. Daher wird Lorin die Ersterfindung des Staustrahltriebwerkes zugeschrieben, das teilweise auch als „Lorin-Antrieb“ bezeichnet wurde. Octave Chanute stand mit Lorin in Kontakt und war neben anderen wie Henri Marie Coandă etwa zur gleichen Zeit mit Versuchen zu Strahltriebwerken beschäftigt.

## Vita
Die Vorfahren von Camille Jules René Lorin stammten aus Morbier im Département Jura. Lorin wurde 1877 in Paris geboren. Er war verheiratet und hatte zwei Söhne. Als Schüler besuchte er das Lycée Henri IV. René Lorin war einer der ersten Studenten der École Centrale Paris und schloss sein Studium 1901 mit einem Diplom als Ingenieur ab.
Seinen Militärdienst in Angoulême beendete er als Artillerieoffizier im Rang eines  „Sous-lieutenant“ (Zugführer). Während des Ersten Weltkrieges wurde er als Offizier im französischen Armee-Corps für Transport- und Automobilwesen eingesetzt. 1917 zeichnete er als „Capitaine R. Lorin, Commandant le service automobile du n° Corps d'armée“. Im Bulletin des Aéro-Club de France wurde am 15. Mai 1918 veröffentlicht: „Camille Lorin, capitaine au 6e escadron du train des équipages militaires, chef du service automobile de 6e C. A.“ wurde für erfolgreiche Einsätze in der Picardie im Zeitraum März und April (1918) belobigt. In der Geschichte der „6e escadron du train des équipages militaires“ wird zur „23e compagnie“ der Name „Capitaine Lorrain“ genannt. Die Einheiten wurden im August 1914 aufgestellt und im November 1918 aufgelöst.
Lorin war bis zu seinem Lebensende  Angestellter als Ingenieur für Transportwesen bei der Compagnie générale des omnibus, einer Vorläufergesellschaft der Régie autonome des transports Parisiens (RATP). Er wird als beruflich engagierter Ingenieur im Automobil- und Transportwesen und wegen seiner Verdienste zum öffentlichen Personenverkehr von Paris gewürdigt. Darüber hinaus engagierte er sich zu weiteren Erfindungen, die teils praktisch, teils visionär waren. Lorin verstarb 1933 im fünfundfünfzigsten Lebensjahr.

## Werke
Neben einigen Patenten sind von ihm weitere Veröffentlichungen bekannt. Sein Buch L'air et la vitesse erschien 1919 und behandelt Themen zu mehreren seiner Erfindungen im zeitgenössischen Kontext.

### Erfindungen
Die Erfindungen von Lorin sind vorwiegend als Vorschläge oder Konzepte bekannt. Neben den Veröffentlichungen zu Strahltriebwerken beschäftigte er sich auch mit Flugkörpern, die seiner Zeit weit voraus waren. Während des Ersten Weltkrieges schlug er eine fliegende Bombe vor, mit der Berlin bombardiert werden sollte. In seinem Buch verfasste er dazu das Kapitel: „De Paris pourait-on bombarder Berlin?“ Nikolai Rynin beschrieb Lorins Entwürfe in seiner Enzyklopädie Interplanetary Communications. Rynin erwähnt darin zu den Entwürfen von Lorin etliche frühere Veröffentlichungen anderer Erfinder zu ähnlichen Konzepten: „Butler & Edwards (1867)“, „van de Kerchove & T. Snyerrs Jr. (1881)“, „Geshvend (Kiew 1886)“, „Le Faure & Graffigny (1888)“ und Entwürfe von Aleksandr Gorokhov veröffentlicht in Mekhanicheskii polet budushchego (1911).

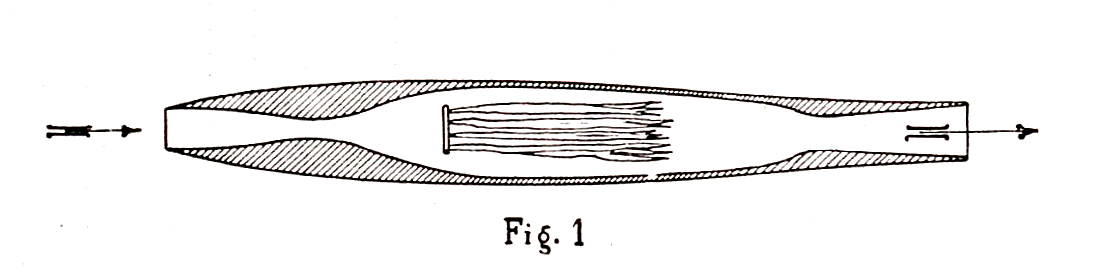
1913, Zeichnung von Lorin zum Prinzip eines Staustrahltriebwerkes

Lorin veröffentlichte seine Konzepte zu Staustrahltriebwerken zuerst 1913 in der technischen Zeitschrift Aérophile. Er selbst konnte seine Ideen nicht zu Ende entwickeln, geschweige denn in einen Prototyp umsetzen. Es fehlte zu der Zeit an technischen Möglichkeiten und erreichbaren Geschwindigkeiten, die für ein Funktionieren erforderlich gewesen wären.

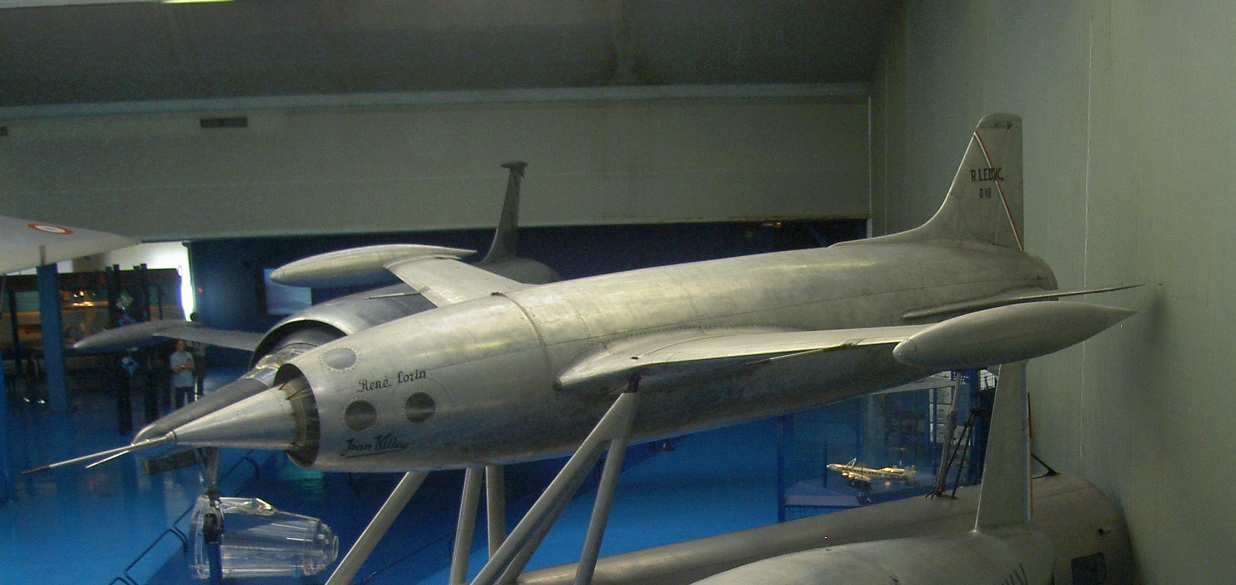
Musée de l’air et de l’espace: Experimentalflugzeug "Leduc 010-03", darauf der Name: René Lorin.

Das Konzept von Lorin wurde unter anderem von René Leduc (1898–1968) weiterentwickelt, der 1933 ein Patent für sein eigenes Staustrahltriebwerk beantragte und dabei auf Lorins Veröffentlichungen stieß. Ein Versuch, Lorin zu kontaktieren schlug fehl, da dieser zu der Zeit bereits verstorben war. Leduc und andere zollten ihm später Tribut. In den 1950er Jahren ließ René Leduc Experimentalflugzeuge der Baureihe Leduc 010 mit dem Namen Lorins beschriften. Auch Luigi Stipa und Albert Fonó sowie Eugen Sänger und Hellmuth Walter beschäftigten sich mit Lorins Arbeiten.

### Patente

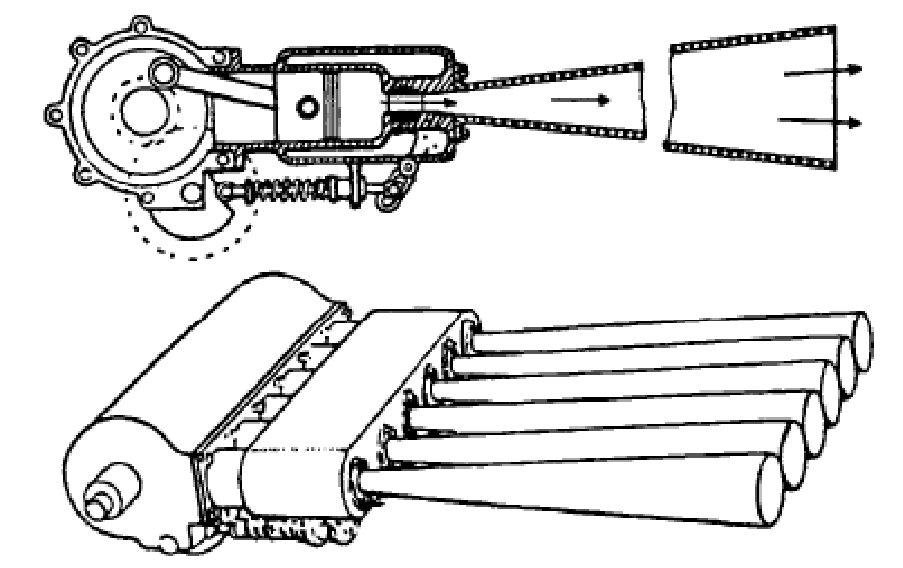
Zeichnung zum Patent FR390256A „Système de propulsion“ von René Lorin (1908)

Es sind zahlreiche Patente von Erfindern mit Familiennamen Lorin bekannt. René Lorin (auch „Camille Jules René Lorin“) ließ Erfindungen als französische Patente eintragen. Einige Erfindungen wurden in mehreren Ländern registriert. Nachfolgend eine Auswahl seiner Patente:
- 1908 Antriebssystem: Patent  FR390256A: Système de propulsion. Angemeldet am 14. Mai 1908, veröffentlicht am 1. Oktober 1908, Erfinder: René Lorin.‌
- 1920 Taschenlampendynamo: Patent  FR534053A: Perfectionnements apportés aux machines électromagnétiques, notamment à celles pour lampes de poche électriques à source de courant constituée par une semblable machine. Angemeldet am 22. Juni 1920, veröffentlicht am 17. März 1922, Erfinder: René Lorin.‌
- 1920 Taschenlampendynamo: Patent  DE381605C: Magnetelektrische Kleinmaschine fuer Taschenlampen o. dgl., deren mit Schaufeln versehener Laeufer durch Druckluft in Gang gesetzt wird. Angemeldet am 31. März 1920, veröffentlicht am 22. September 1923, Erfinder: René Lorin.‌

### Veröffentlichungen
René Lorin hatte sich bereits vor dem Ersten Weltkrieg für die Entwicklungen in der Luftfahrt interessiert und publizierte etliche Aufsätze dazu, in denen er seine Berechnungen und Theorien vorstellte. Nachfolgend ein chronologischer Überblick von diesen Werken, die in der Zeitschrift L'Aérophile erschienen:
- Lorin 1907: Note sur la propulsion des véhicules aériens (Auspuffgase als Antriebsquelle). Le Pour et le Contre. Hrsg.: L'Aérophile. Paris November 1907, S. 321–322 (online bei gallica.bnf.fr).
- Lorin 1908: Étude sur la propulsion des aéroplanes à grande vitesse (Geschwindigkeit und Nutzbarkeit von Auspuffgasen eines Explosionsmotors). Hrsg.: L'Aérophile. Paris 1. März 1908, S. 83–84 (online bei gallica.bnf.fr).
- Lorin 1908: Le Propulseur à échappement et l’aéroplane à grande vitesse. (mit Zeichnung eines bemannten Flugkörpers). Hrsg.: L'Aérophile. Paris 1. September 1908, S. 322–336 (online bei gallica.bnf.fr).
- Lorin 1908: Propulseurs à réaction ou hélices? (Strahltriebwerke versus Propellerantriebe). Le Pour et le Contre. Hrsg.: L'Aérophile. Paris 1. September 1908, S. 347 (online bei gallica.bnf.fr).
- Lorin 1909: L’Air et la vitesse (Vergleich von Antriebssystemen: Land, See, Luft). Hrsg.: L'Aérophile. Paris 15. Mai 1909, S. 222–223 (online bei gallica.bnf.fr).
- Lorin 1909: La Propulsion à grande vitesse des véhicules aériens (Antrieb für schnelle Flugkörper). Étude d’un propulseur à réaction directe (Rezeption anderer Entwicklungen und Vorstellung des Patentes FR390256). Hrsg.: L'Aérophile. Paris 15. Oktober 1909, S. 463–465 (online bei gallica.bnf.fr).
- Lorin 1910: La torpille aérienne (Luftorpedo). Une application de la propulsion par réaction directe (mit Zeichnung der Flugdrohne "Projekt de Torpille aérienne Automobile"). Hrsg.: L'Aérophile. Paris 15. Februar 1910, S. 84–86 (online bei gallica.bnf.fr).
- Lorin 1910: Propulsion par réaction directe et son application à l’aviation. Nouvelles considérations (Neue Betrachtungen, Notwendigkeiten für Hochgeschwindigkeitsfluggeräte und Vergleiche von Antriebskräften für Land und Luftfahrzeuge, Rezeption Octave Chanute). Hrsg.: L'Aérophile. Paris 15. Juli 1910, S. 322–325 (online bei gallica.bnf.fr).
- Lorin 1910: Propulsion par réaction directe et son application à l’aviation. Nouvelles considérations (Neue Betrachtungen, Notwendigkeiten für Hochgeschwindigkeitsfluggeräte und Vergleiche von Antriebskräften für Land und Luftfahrzeuge, Rezeption Octave Chanute). Hrsg.: L'Aérophile. Paris 15. Juli 1910, S. 322–325 (online bei gallica.bnf.fr).
- Lorin 1911: La Sécurité par la vitesse (erster Teil). L’Échelle. — La Construction. — La Stabilité. — L’Essor. — L’Atterrissage. — Les Routes aériennes (Über die Zukunft des Luftverkehrs). Hrsg.: L'Aérophile. Paris 1. Januar 1911, S. 16–18 (online bei gallica.bnf.fr).
- Lorin 1911: La Sécurité par la vitesse (Folge 1). L’Aéroplane d’acier (zu konstruktiven Merkmale neuer Flugzeuggenerationen in Ganzmetallbauweisen, mit Zeichnungen). Hrsg.: L'Aérophile. Paris 1. Januar 1911, S. 409–412 (online bei gallica.bnf.fr).
- Lorin 1912: La Sécurité par la vitesse (Folge 2). Le Rail d’air (zu Flugbahnen). Hrsg.: L'Aérophile. Paris 1. Juni 1912, S. 252 (online bei gallica.bnf.fr).
- Lorin 1912: La Sécurité par la vitesse (Folge 3). L’Amortissement à l’atterrissage (zu Brems- und Landeverfahren bis anatomische, traumatische Grenzen). Hrsg.: L'Aérophile. Paris 15. September 1912, S. 420–422 (online bei gallica.bnf.fr).
- Lorin 1913: De la turbine à gaz au propulseur à réaction. (Grenzen von Propeller- versus Strahlwerkbetrieb, Erstnennung der schon zuvor bekannten Technik mit Dauerstrahlbetrieb „propulseur à réaction à flux continu“ von Lorin, hier mit vorgeschalteten Kompressoren o. ä., Arbeitsbereich ca. 50–100 m/s, mit Zeichnungen). Hrsg.: L'Aérophile. Paris 15. Mai 1913, S. 229–230 (online bei gallica.bnf.fr).
- Lorin 1913: Une expérience simple relative au propulseur à réaction directe. (Versuchsaufbau eines Staustrahltriebwerks im Windkanal mit 80–100 m/s, nach experimentellen Vorversuchen von O. Chanute (1909–1910), mit Zeichnungen). Hrsg.: L'Aérophile. Paris 15. November 1913, S. 514 (online bei gallica.bnf.fr).
- Lorin 1914: Les Freins de l’air (wörtlich "Luftbremsen"). (Betrachtungen zu Brems- und Landeoptionen für Hochgeschwindigkeitsflugzeuge und Passagiere, mit Zeichnungen). Hrsg.: L'Aérophile. Paris 15. April 1914, S. 172–174 (online bei gallica.bnf.fr).
- Lorin 1917: À propos d’un atterrissage de l’aviateur Guynemer. (Konzeption eines Sicherheits- und Rückhaltesystems für (Bruch-) Piloten, mit Zeichnungen). Hrsg.: L'Aérophile. Paris 15. Januar 1917, S. 28–29 (online bei gallica.bnf.fr).
- Lorin 1917: Nouvelle étude sur l’atterrissage de l’avion rapide. (verbesserte Konzeption eines Sicherheits- und Rückhaltesystems für (Bruch-) Piloten, mit Zeichnungen). Hrsg.: L'Aérophile. Paris 15. September 1917, S. 308–310 (online bei gallica.bnf.fr).
- Lorin 1917: L’Atterrissage piqué (objections et réfutations). (weitere Betrachtungen zu  Sicherheits- und Rückhaltesystemen). Hrsg.: L'Aérophile. Paris 15. Dezember 1917, S. 409–410 (online bei gallica.bnf.fr).
- Lorin 1918: Essor et Atterrissage. Commentaire sur la note de M. Roux (Sicherheitssysteme für Piloten, ähnlich wie Airbags und Fallschirme, mit Zeichnungen). Hrsg.: L'Aérophile. Paris 15. Februar 1918, S. 44–45 (online bei gallica.bnf.fr).
- Lorin 1918: De Paris pourrait-on bombarder Berlin? (Theoretische Überlegungen für einen Marschflugkörper mit 200 Kilogramm Bombenlast zur Nutzung von Paris gegen Berlin, vergleichbar mit Fieseler Fi 103). Hrsg.: L'Aérophile. Paris 15. Mai 1918, S. 140 (online bei gallica.bnf.fr).
- Lorin 1919: « L’Air et la Vitesse ». Rezeption und Buchvorstellung/Bibliographie zu Lorins Buchveröffentlichung, mit Zeichnungen. Hrsg.: L'Aérophile. Paris 15. Juni 1919, S. 44–45 (online bei gallica.bnf.fr).
- Lorin 1928: À propos de l’auto-fusée. (Zur Weiterentwicklung der Antriebstechnik, mit Rezeption von Opel RAK2). Hrsg.: L'Aérophile. Paris 15. Juni 1928, S. 168 (online bei gallica.bnf.fr).